# Малипьеро, Джан Франческо
Джан Франческо Малипье́ро (итал. Gian Francesco Malipiero; 18 марта 1882, Венеция — 1 августа 1973, Тревизо) — итальянский композитор и музыковед.

## Биография
Родом из семьи музыкантов, Малипьеро начал заниматься музыкой у Марко Энрико Босси, однако по семейным причинам вынужден был прервать своё музыкальное образование. В порядке самообразования он изучал и копировал партитуры ранних итальянских классиков, таких, как Монтеверди и Фрескобальди. В 1904 году он переехал в Болонью и продолжил занятия у Босси, а в 1908 году отправился для завершения образования в Берлин и Париж, где познакомился и сблизился с Альфредо Казеллой, — в 1923 году Малипьеро и Казелла вместе учредили Объединение новой музыки (итал. Corporazione delle Nuove Musiche).
В 1921—1924 годах Малипьеро преподавал в Пармской консерватории. Здесь началась его многолетняя работа над полным собранием сочинений Монтеверди, которое публиковалось в 1926—1942 годах. В 1932 году Малипьеро стал профессором Венецианской консерватории, а в 1940 году возглавил её. Среди его учеников — итальянский дирижёр Нино Сандзоньо. 
В 1953 году Малипьеро отошёл от преподавательской работы, продолжая, однако, музыковедческие труды: именно начиная с 1950-х годов под редакцией Малипьеро были изданы многие произведения Вивальди. Малипьеро также написал книги о Монтеверди (1930), Стравинском (1945), Вивальди (1958), ряд других музыковедческих сочинений.
Собственно композиторское наследие Малипьеро включает 17 симфоний, из которых первая написана в 1906 году, последняя, 11-я (некоторые симфонии не пронумерованы) — в 1969-м; инструментальные концерты Малипьеро — шесть фортепьянных, два скрипичных, по одному для виолончели и для флейты с оркестром; восемь струнных квартетов. Среди вокальных произведений Малипьеро — мистерия для солистов, хора и оркестра «Святой Франциск Ассизский» (1921), «Земля» (1946, по «Георгикам» Вергилия), «Смерть Макбета» для баритона с оркестром (1958) и многие другие сочинения. Значительное внимание Малипьеро уделял опере, начиная с ранних оперных триптихов «Орфеида» (итал. L'Orfeide, 1922) и «Три комедии Гольдони» (итал. Tre commedie goldoniane, 1922) и до поздней оперы «Искариот» (1971); наиболее значительными операми Малипьеро считаются «Юлий Цезарь» (1936) и «Антоний и Клеопатра» (1938), обе по пьесам Шекспира и посвящённые Муссолини.
Музыкальный язык Малипьеро отличался свободой от формальных ограничений и сочетал в себе веяния импрессионизма и (особенно в поздний период) неоклассицизма.
С 1914 по 1972 год Малипьеро переписывался с музыковедом Гвидо Гатти, эта переписка была опубликована.